# Astragalus ustiurtensis
Astragalus ustiurtensis är en ärtväxtart som beskrevs av Aleksandr Andrejevitj Bunge. Astragalus ustiurtensis ingår i släktet vedlar, och familjen ärtväxter. Inga underarter finns listade i Catalogue of Life.